# Szuperszonikus repülés

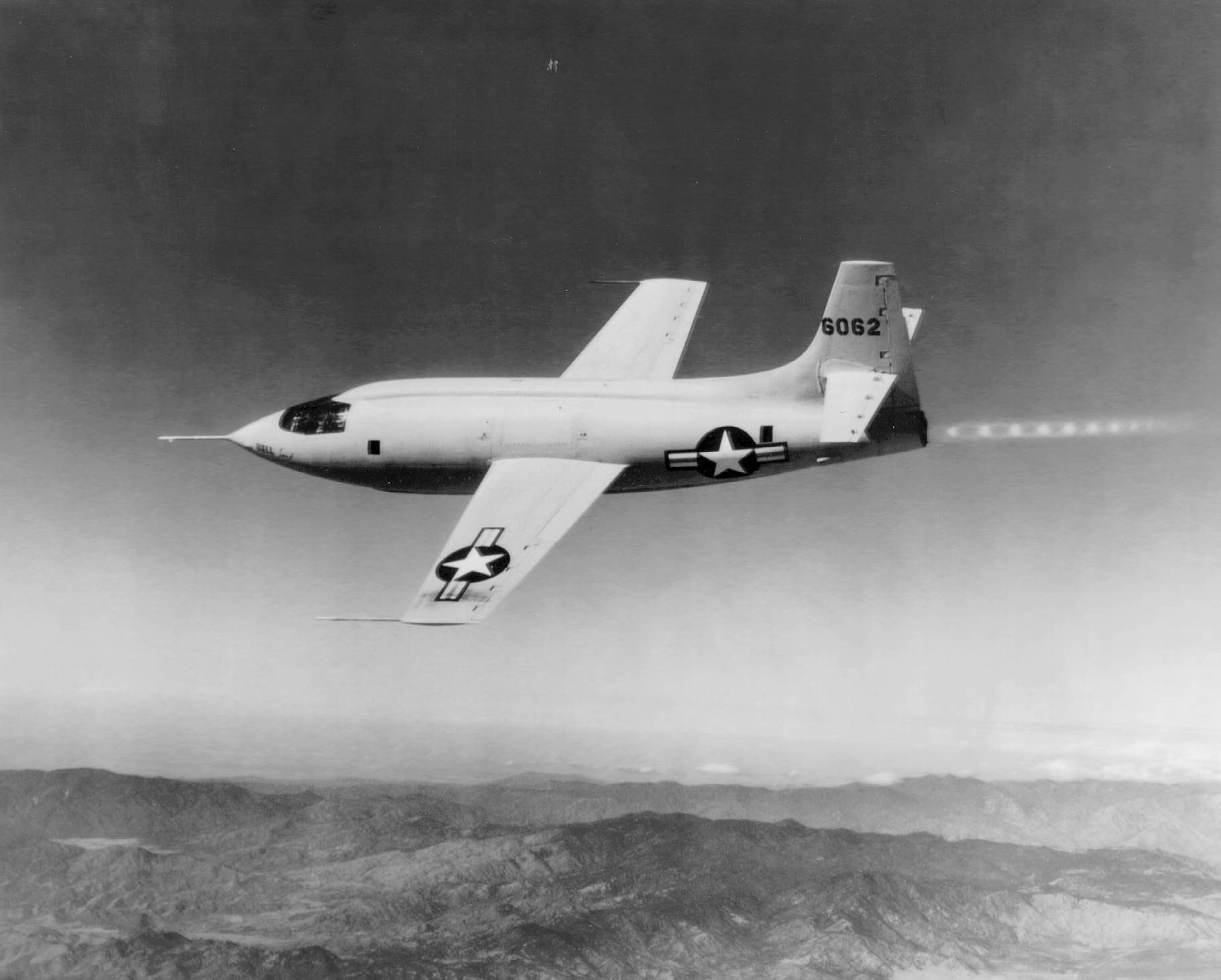
X–1 kísérleti repülőgép

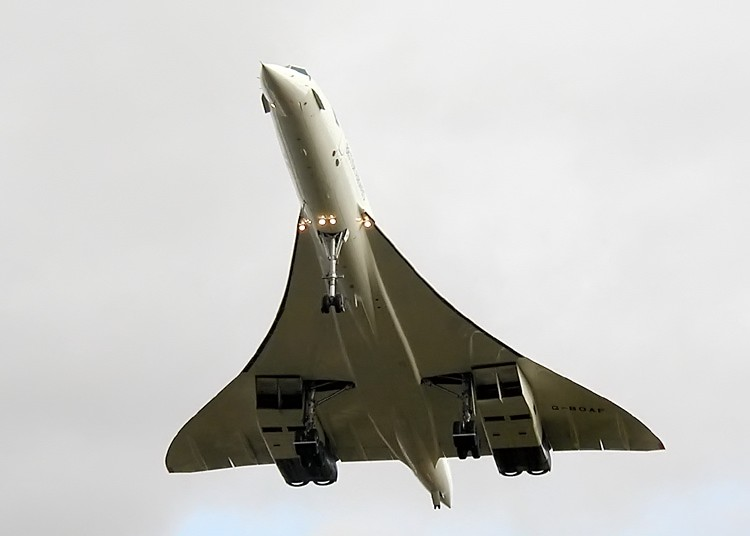
Concorde szuperszonikus repülőgép

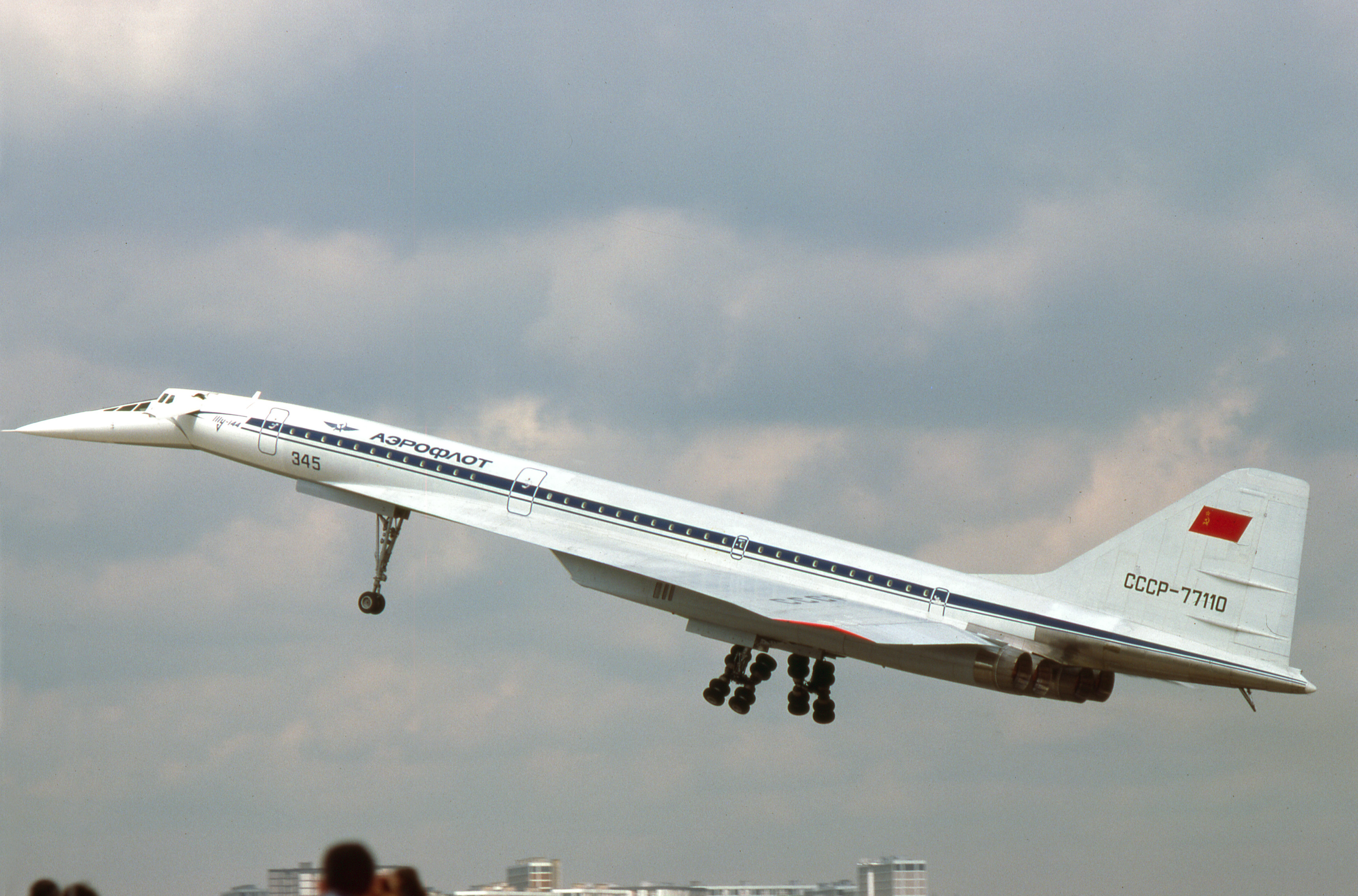
A Tu–144 szuperszonikus utasszállító repülőgép

A szuperszonikus repülés a hangsebességnél gyorsabb repülés. Ilyenkor az objektum sebessége nagyobb, mint abban a közegben az aktuális hangsebesség. Egyik kísérőjelensége a földön hallható hangrobbanás.
A hangrobbanás a hirtelen nyomásváltozástól lép fel, és magában a repülőgépben nem észlelhető, hiszen a gép a hangsebességnél gyorsabban repül. A hangrobbanás folyamatosan keletkezik, nem csak abban a pillanatban, amikor a repülőgép átlépi a hangsebességet. A hangsebesség tengerszinten kb. 1200 km/h, ami a magassággal csökken, 15 000 méteren már csak 1060  km/h. Ezért az aktuális hangsebesség jelzésére a Mach-szám megnevezést vezették be, amihez hozzátartozik az elérési magasság.

## Története
Kármán Tódor a szuperszonikus repülés elméletéhez 1932-ben azzal járult hozzá, hogy a háromdimenziós Navier-Stokes áramlási egyenleteket egyetlen egyenletre egyszerűsítette és az áramlás útjába helyezett akadályok különböző pontjai közelében mért fizikai adatok tanulmányozásával arra megoldást javasolt. Ezt a szuperszonikus repülés feladataira alkalmas Kármán-Moore elméletnek nevezett megoldást ma is széles körben használják.
Már a második világháború (1939-1945) alatt is tapasztalták egyes pilóták, hogy a gépük zuhanás közben irányíthatatlanná válik (ez a szárnyaktól kiinduló lökéshullám következménye volt, amiről akkoriban még nem tudtak).
Az 1940-es években, ahogy a katonai repülőgépek sebessége fokozatosan növekedett és kezdte elérni a hangsebességet, a pilóták arról számoltak be, hogy az általuk vezetett repülőgép furcsán viselkedik: erős rázkódások lépnek fel és a gép nem gyorsítható tovább.
Az első szuperszonikus repülési kísérletek 1947-ben kezdődtek.
Az orosz MiG–19 volt az első vadászgép, ami tartósan képes volt vízszintes szuperszonikus repülésre. Ezt hamarosan követte a Republic
XP-91, és a North American F–100 Super Sabre. Ezek a gépek alkalmazták elsőként az ún. utánégetés technikáját, ami abból áll, hogy üzemanyagot fecskendeznek a turbina utáni égéstérbe, és ezzel extra meghajtást érnek el. (bővebben lásd: utánégető)
Az első szuperszonikus bombázó az amerikai Convair B–58 Hustler, ami 1956-ban lépett szolgálatba. 1963-ra a rakétameghajtású X–15 képessé vált a Mach 6 sebesség elérésére, a felszín felett 108 km-es magasságban.
Az 1970-es évekre az Egyesült Államok (SR-71) és a Szovjetunió (MiG-25, „Foxbat”) is rendelkezett olyan katonai repülőgépekkel, amik már képesek voltak a hangsebesség háromszorosával repülni.

### Kereskedelmi repülőgépek
A személyszállításra szánt repülőgépek (elsősorban a gyakorlatban is használt Concorde) a megfelelő kényelem biztosítása mellett nem tudtak száz utasnál többet szállítani (bizonyos kompromisszumokkal 144-et). A repülőjegyek csak 20%-kal voltak drágábbak az egyéb repülőgépek áraihoz képest, a repülőút viszont lényegesen rövidebb volt. Azonban ezek az árak nem fedezték a működési költségeket. A Concorde háromszor annyi karbantartást igényelt, mint egy Boeing 747, amiben 400 utas utazhatott. A Concorde ráadásul 50%-kal több üzemanyagot fogyasztott.
Az Egyesült Államok 1966 decemberében megbízta a Boeing repülőgépgyárat egy kereskedelmi repülőgép kifejlesztésével, aminek képesnek kellett lennie 300 utas szállítására Mach 2,7 sebességgel. 1971 elejéig a projektre 425 millió dollárt költöttek. 1971 márciusában az amerikai kongresszus nem szavazta meg a projekt további finanszírozását.
A Szovjetunió a szuperszonikus repüléssel foglalkozó többi három nemzet előtt járt az utasokat szállító szuperszonikus repülőgép kifejlesztésében. 1965 júniusában a Párizsi Légibemutatón megjelent a Tupoljev-144, bár a Mach 1 sebességet csak 1969-ben érte el. 1970-ben már Mach 2 sebességgel repült. 1971-ben halálos balesetet szenvedett a Párizsi Légibemutatón, ennek ellenére 1975-ben teher- és postai gépként járt Moszkva és Kazahsztán között. A rendszeres személyszállító járatok 1977-ben kezdődtek és 1978 júniusáig tartottak. Eközben a repülőgépet több ízben módosították. Az útvonalat 1979-ben újra megnyitották, de az Aeroflot 1984-ben megszüntette.

## Műszaki kívánalmak
- A nagy súrlódás következtében fellépő melegedés miatt az addig általánosan alkalmazott alumínium helyett a repülőgép egyes részein titánt használtak
- Az üzemanyagtartály hőszigetelést igényel, hogy a mozgás okozta hő ne melegítse túlságosan[4]
- A változtatható szárnyállású szárny a szuperszonikus sebesség közelében a törzshöz lapul, hogy csökkentse a légellenállást (kisebb sebességen vagy leszálláskor kinyílik)
- A gépnek irányíthatónak kell maradnia a hangsebesség átlépése után is
- A súrlódás csökkentése érdekében a gépnek nagy magasságban (20 km fölött) célszerű repülnie

## A szuperszonikus repülés hatása az ózonrétegre
Paul Crutzen az 1970-es évekre felismerte, hogy a szuperszonikus repülés veszélyt jelent az ózonrétegre. A repülés során a repülőgép hajtóműve nitrogén-oxidot bocsát ki, ami közvetlenül az ózonrétegbe kerül. Harold Johnston amerikai kémikus (University of California at Berkeley) tanulmányozta ezt a jelenséget. Ennek nyomán több komoly tanulmány született a témában, és korlátozást vezettek be, a szuperszonikus repülőgépek gyártási számát tíz darabban maximálták.

### Kísérleti repülőgépek
- 1947: X–1, a gép rakétameghajtású volt, ami 2,5 perces működtetést tett lehetővé, ezért egy B-29-ről indították
- 1948-1953: X-4, faroknélküli sugárhajtású repülőgép
- 1952-1955: X-3, titánszerkezet alkalmazása
- 1948-1956: D-558-II, a hangsebesség kétszeresének első átlépése (Mach-szám 2)
- 1948-1953: XF-92A, az első deltaszárnyas, sugárhajtású repülőgép
- 1955-1956: X-2, a Mach 3 átlépése
- 1951-1955: X-4, az első változtatható szárny-nyilazású repülőgép[6]
- 1960: XB-70 (nem került gyártásba)